# Интервенција у кризи
Интервенција у кризи је терапијска пракса.
Сање кризе дефинише се као привремени поремећај постојећег стања, настајање критичног тренутка који доводи до дезорганизације током које особа покушава да нађе начине да успостави претходну равнотежу. Зато су интервенције у кризи терапијска пракса којом се помаже клијентима да разреше поједине фазе кризе изазивањем напретка и промене у виду прихватања проблема, увиђања његовог утицаја на особу и учења нових и ефективнијих понашања за борбу са сличним предвидљивим искуствима.